# Bonnétable
Bonnétable ist eine französische Gemeinde mit 3.721 Einwohnern (Stand 1. Januar 2022) im Département Sarthe in der Region Pays de la Loire. Ihre Einwohner heißen Bonnétabliens.

## Geografie
Die Gemeinde Bonnétable liegt circa 26 Kilometer nordöstlich von Le Mans und 35 km südöstlich von Alençon am Flüsschen Tripoulin. Die Huisne fließt 12 Kilometer entfernt südöstlich.

## Sehenswürdigkeiten
- Kirche „Assomption de la Vierge“ (Mariä Aufnahme in den Himmel) in Aulaines, romanisch (10./11. Jahrhundert), gotisch (15./16. Jahrhundert) und neuromanisch (19. Jahrhundert) hat im Kirchenschiff und Chor hölzerne Tonnengewölbe; Chorbalken mit gefasster Kreuzigungsgruppe (16. Jahrhundert); weibliche Statue mit Buch in einer Nische des linken Seitenaltars (17. Jahrhundert); über dem Westportal sieht man einen Wappenstein der königlichen Abtei Saint-Denis.
- Die neoklassizistische Kirche Saint Sulpice stammt aus dem 19. Jahrhundert.
- Das Schloss aus dem 15.–17. Jahrhundert wurde im 19. Jahrhundert restauriert.
- Die Fabrique de céramique (Keramikfabrik) wurde 1832 gegründet.

## Partnerstädte
- Twistringen (Landkreis Diepholz, Niedersachsen)
- Horncastle (Großbritannien)

## Infrastruktur
Die Autoroute A11 von Le Mans nach Chartres verläuft in 13 km Entfernung südlich.

## Bevölkerungsentwicklung
Die Einwohnerzahl von Bonnétable ist von 1990 bis 1999 gestiegen – von ca. 3900 auf ca. 4020. 2005 waren es ca. 4100 Einwohner.

## Persönlichkeiten
- Casimir Lefaucheux  (1802–1852), Büchsenmacher, Erfinder der Lefaucheux-Patrone
- Charles Léon Stephen Sauvestre (1847–1919), Architekt des Eiffelturms
- Gabriel Legué (ca. 1852–1913), Arzt und Medizinhistoriker
- Catherine Paysan (1926–2020), Schriftstellerin